# Richard Tennigkeit
Richard Tennigkeit (* 5. September 1900 in Stettin; † 12. Dezember 1944 im KZ Neuengamme) war ein deutscher kommunistischer Widerstandskämpfer gegen den Nationalsozialismus und NS-Opfer.

## Leben
Tennigkeit stammte aus einfachen sozialen Verhältnissen in einer pommerschen Familie. 1910 zog er mit seiner Familie nach Hamburg. Hier beendete er den Besuch der Volksschule, an die sich eine Lehre zum Dreher anschloss. Er trat in den Kommunistischen Jugendverband Deutschlands (KJVD) ein, in dem er aktiv gegen den aufkommenden Nationalsozialismus tätig wurde. Zugleich war er Mitglied der Metallarbeitergewerkschaft und in seinem Betrieb Obmann für die Werftlehrlinge. Von 1926 bis 1933 übte er die Funktion eines Gemeindevertreters für die SPD in Hamburg-Berne aus. 1933 heiratete er Käthe Schlichting, die er in der Metallarbeitergewerkschaft kennengelernt hatte.
Nach dem Beginn des Zweiten Weltkrieges schlossen sich beide der Widerstandsgruppe „Bästlein-Jacob-Abshagen“ an und unterstützten verfolgte Kommunisten, die sich vor der Gestapo verstecken und illegal leben mussten. So lebte zeitweise Gustav Bruhn versteckt bei der Familie Tennigkeit.
Als die Gestapo davon Kenntnis bekam, wurden die Eheleute im Februar 1944 verhaftet. Käthe Tennigkeit wurde ins Gestapogefängnis Fuhlsbüttel überstellt, wo sie nach Folter ums Leben kam. Richard Tennigkeit wurde ins KZ Neuengamme deportiert, wo er Ende 1944 an Typhus erkrankte. Weil er nur schlecht ernährt und ärztlich versorgt wurde, erlag er dort am 12. Dezember 1944 seinem Leiden.

## Ehrungen

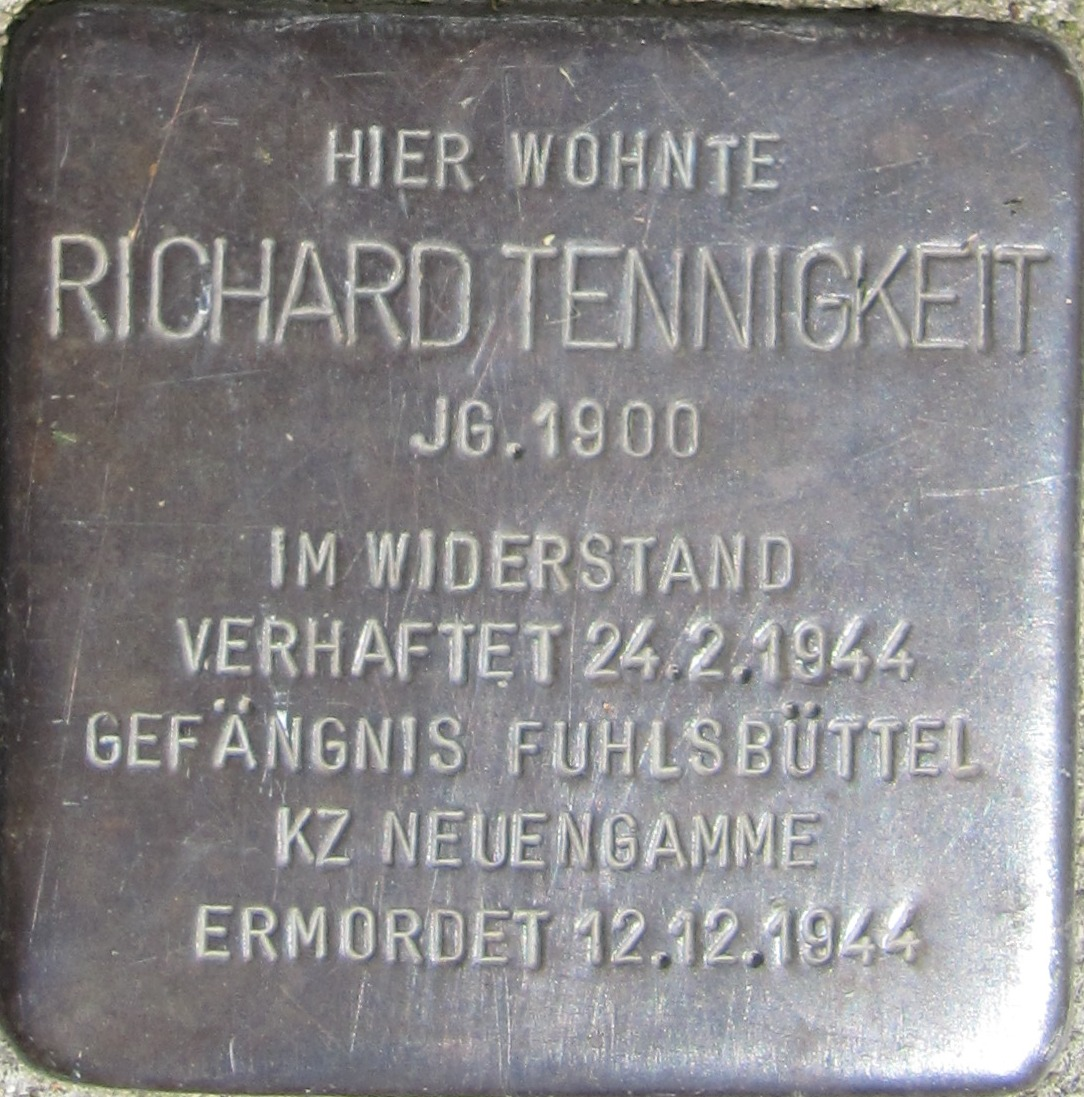
Stolperstein für Richard Tennigkeit

- Seit 1985 erinnert der Tennigkeitweg in Hamburg-Poppenbüttel an den Widerstand der Eheleute Käthe und Richard Tennigkeit.
- Der Aktionskünstler Gunter Demnig verlegte zu seinem Gedenken einen Stolperstein vor ihrer letzten Wohnadresse Moschlauer Kamp 24 in der Gartenstadt Berne in Farmsen-Berne.